# کاسسوو
کاسسوو (به آلمانی: Kassow) یک شهر در آلمان است که در Rostock District واقع شده‌است. کاسسوو  ۳۹۱ نفر جمعیت دارد.